# Сен, Сурендранатх
Сурендранатх Сен (англ. Surendranath Sen; 29 июля 1890, предп. Бенгальское президентство, Британская Индия — 30 октября 1962, Калькутта) — индийский историк.

## Биография
Родился 29 июля 1890 года, предположительно, в Бенгалии.

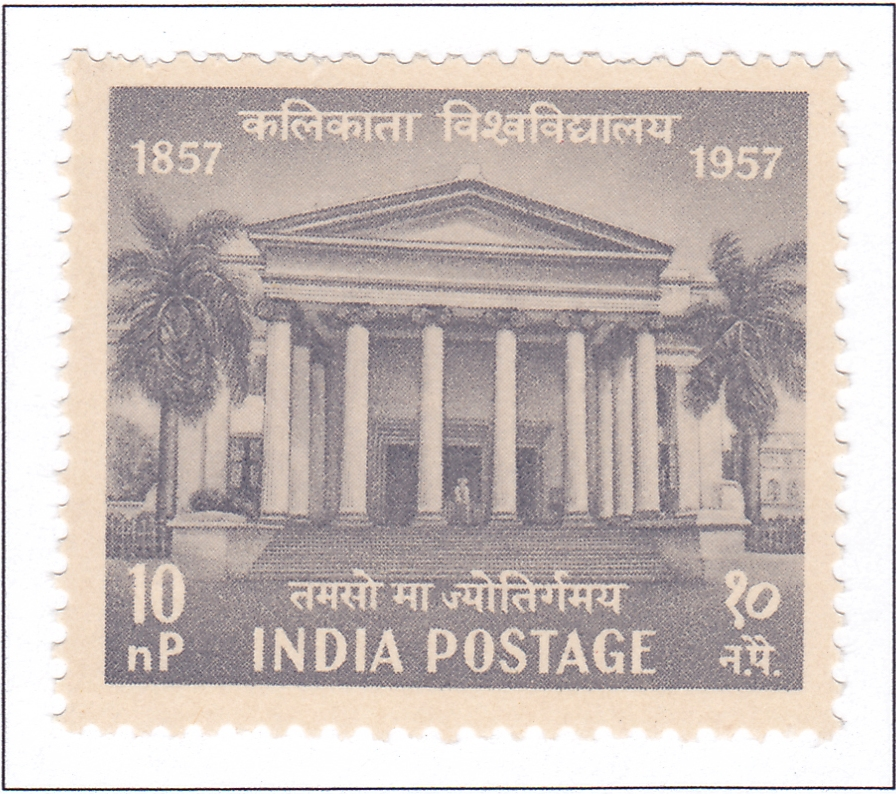
Почтовая марка «Университет Калькутты». 1957

В течение многих лет преподавал в Калькуттском университете. С 1930 года возглавлял кафедру средневековой и современной истории Индии.
В 1939—1949 годы Сен работал в Имперском отделе документов, позднее реорганизованном в Национальный архив. Таким образом, в течение десяти лет Сен имел возможность изучать документы, имеющие отношение к истории Индии.
В 1949 году вышел в отставку. В том же году был принят на должность профессора Делийского университета, где читал лекции по истории Индии.
Его перу принадлежит ряд крупных работ, главным образом по истории маратхов.

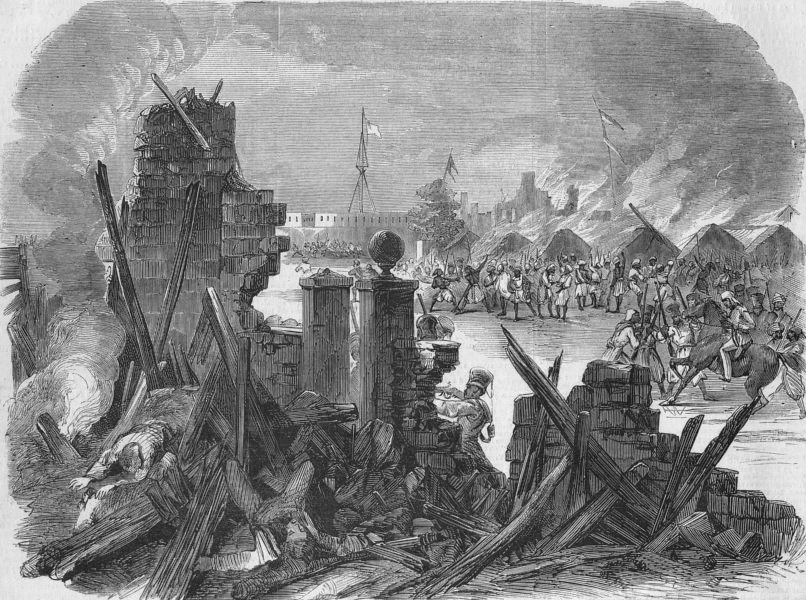
Восстание сипаев в Мератхе. Лондонские иллюстрированные новости. 1857

В 1956 году правительство Индии поручило Сурендранатху Сену написать историю Индийского народного восстания 1857—1859 годов. Эта работа под названием «1857» вышла в 1957 году. Учёный раскрыл причины восстания, сумел, опираясь на документы, рассказать о том, в каких регионах страны оно было поддержано и какими жестокими способами оно было подавлено британцами.

## Научные труды
- Siva Chhatrapati. — Calcutta, 1920.
- The administrative system of the Mara-thas. — Calcutta, 1923.
- Military system of the Marathas. — Calcutta, 1928.
- Foreign biographies of Shivaji. — London, 1930.
- Studies in Indian history. — Calcutta, 1930.
- India through Chinese eyes. — Madras, 1956.
- Eighteen fifty-seven. — Delhi, 1957.